# Philautus garo
Philautus garo är en groddjursart som först beskrevs av George Albert Boulenger 1919.  Philautus garo ingår i släktet Philautus och familjen trädgrodor. IUCN kategoriserar arten globalt som sårbar. Inga underarter finns listade i Catalogue of Life.